# Закроиха
Закроиха (укр. Закроїха, Закроишна, Закроивщина) быв. Писарщина — хутор,
Яхниковский сельский совет,
Лохвицкий район,
Полтавская область,
Украина.
Село ликвидировано в 2004 году согласно решению Полтавской областной рады.

## Географическое положение
Село Закроиха находится на левом берегу реки Сухая Лохвица,
ниже по течению на расстоянии в 3 км расположено село Яхники.

## История
- 2004 — село ликвидировано [2].

Полтавский областной совет решением от 27 апреля 2004 в Лохвицкий район исключил из учетных данных села Дедов Яр, Бодаквянский сельский совет и Закроиха, Яхникивського сельсовета.
- 1983 — Население по данным 1983 года составляло 30 человек. Код КОАТУУ — 5322688402.

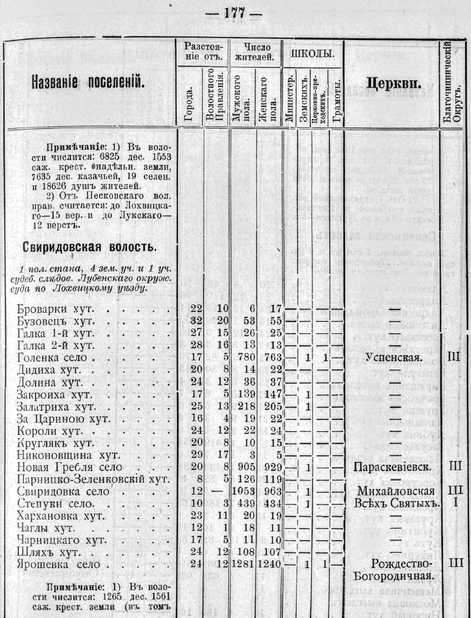
1912 — хутор Закроиха, Свиридoвская волость 139 мужчины и 147 женщин, 1 земская школа[4].
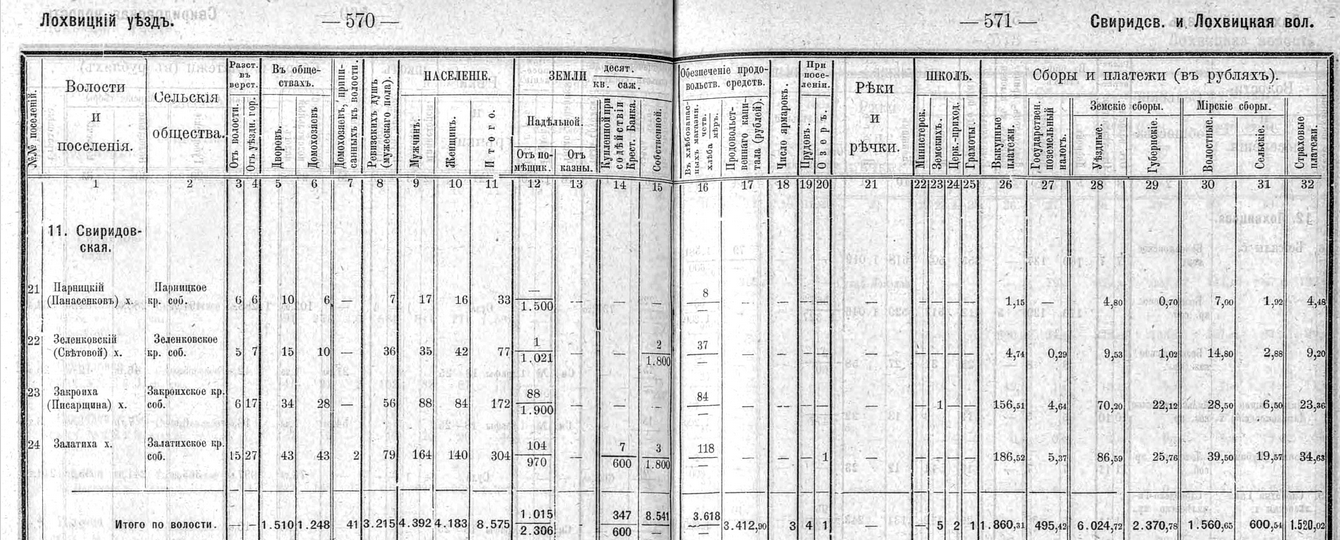
1900 — хутор Закроиха (Писарщина), Свиридoвская волость 34 дворов, 88 мужчины и 84 женщины, земская школа[1].
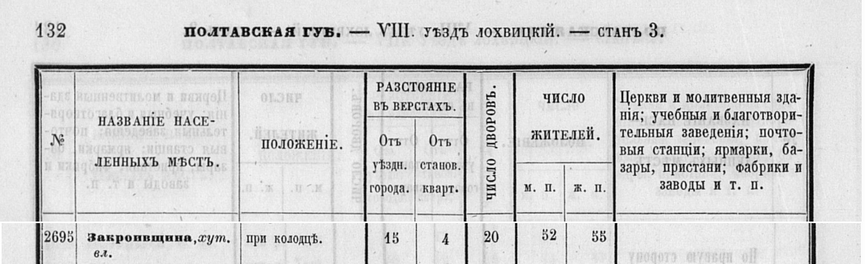
Хутор Закроиха, Полтавская губерния, 1859

- 1859 — хутор "Закроивщина, при колодце", 20 дворов, 52 мужчины и 55 женщин.[5].